# Симфония № 1 (Нильсен)
Симфония № 1 соль минор, соч. 7, FS 16 — сочинение Карла Нильсена, написанное между 1891 и 1892 годами и посвящённое жене композитора Анне Мари Карл-Нильсен. Премьера произведения состоялась 14 марта 1894 года в исполнении Датского королевского оркестра под управлением Юхана Свенсена (сам Нильсен был второй скрипкой).

## Структура
Симфония состоит из четырёх частей:
1. Allegro orgoglioso

1. Andante

1. Allegro comodo — Andante sostenuto — Tempo I

1. Finale. Allegro con fuoco

Произведение начинается в соль миноре и завершается в до мажоре. Типичное время исполнения составляет 35 минут.
Мелодии симфонии имеют характерный датский колорит. Биограф Нильсена Роберт Симпсон называет данное произведение «самой хорошо организованной дебютной симфонией».

## Исполнительский состав
- 3 флейты
- 2 гобоя
- 2 кларнета in B♭
- 2 фагота
- 4 валторны
- труба in E♭
- труба in C
- 3 тромбона (2 тенора, 1 бас)
- литавры
- струнные